# Даш-Зиря
Даш-Зиря (азерб. Daş Zirə adası; до 4.02.1991 года — Вульф) — азербайджанский остров в Каспийском море, у южной оконечности Апшеронского полуострова. 
Является одним из островов Бакинского архипелага. Вместе с несколькими другими островами является границей между Бакинской бухтой и морем. 

## Название острова
Азербайджанское название Даш-Зиря произошло от арабского слова «Джазиря», что означает «остров». В 1721 г. Пётр I во время Персидского похода переименовал острова Бёюк-Зиря и Даш-Зиря в Наргин и Вольф (Вульф), соответственно: в честь двух островов Ревельского архипелага в Финском заливе. «Наргин» по-эстонски означает «узкий пролив», «Вольф» по-немецки — «волк».
Другое название острова — Кичик-Зиря (азерб. Kiçik Zirə).

## География
Даш-Зиря расположен в 3 км к юго-западу от острова Гум и в 3,7 км к востоку от Бёюк-Зиря. Остров вытянут в направлении юго-восток — северо-запад. Длина острова — 740 м, ширина — 130 м.
Остров окружён по большей части мелководьем. По причине загрязнённости нефтью, а также из-за ряда других фактов растительный мир острова достаточно беден. Фауна острова и его акватории представлена каспийскими нерпами, осетровыми и рядом видов птиц, среди которых чирок-свистунок, хохотунья и поганковые.